# Totentaufe
Die Totentaufe ist ein Ritus, der in verschiedenen Zusammenhängen als stellvertretende Handlung für Verstorbene auftaucht.

## Totentaufe im Neuen Testament
Das Neue Testament kennt den Begriff der Totentaufe im Zusammenhang einer Frage des Apostels Paulus im 1 Kor 15,29  als eine stellvertretende Handlung für einen Toten: „Was machen denn die, die sich für die Toten taufen lassen? Wenn die Toten gar nicht auferstehen, was lassen sie sich dann für sie taufen?“ Weder billigt noch missbilligt Paulus den zu seiner Zeit bei den Korinthern üblichen Brauch, dass manche sich für einen Toten taufen lassen, aber er verweist auf den Widerspruch, wenn diese zugleich die Auferstehung der Toten bestreiten. Diese Art der Taufe wird auch als „Vikariatstaufe“ bezeichnet.

## Totentaufe in der Alten Kirche
Die Kirchenväter wie etwa Johannes Chrysostomus berichten, dass christliche Sondergemeinschaften (z. B. Marcioniten, Kerinthianer, Montanisten) im 2. und 3. Jahrhundert nach Christus diese stellvertretende Form der Taufe geübt haben. Dabei versteckten die Anhänger dieser Taufpraxis beispielsweise einen Menschen unter dem Totenbett und ließen diesen dann bei der Tauffrage stellvertretend für den Verstorbenen antworten. Die Totentaufe wurde im Jahr 397 auf der Dritten Synode von Karthago für die Alte Kirche letztlich untersagt.

## Totentaufe in der Kirche Jesu Christi der Heiligen der Letzten Tage

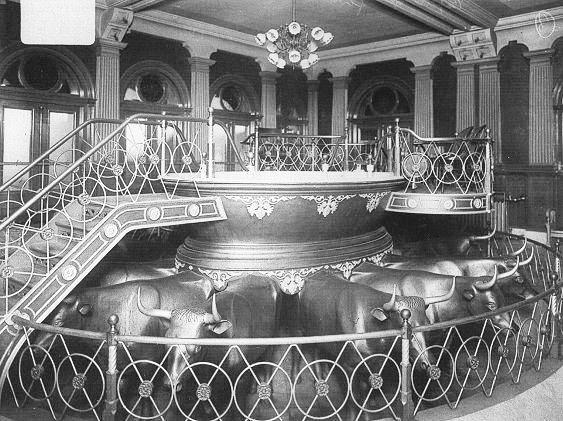
Taufbecken im Salt-Lake-Tempel, circa 1912, wo Totentaufen durchgeführt werden

Totentaufe bezeichnet auch die Praxis der Kirche Jesu Christi der Heiligen der Letzten Tage (HLT-Kirche), die zum Mormonentum gehört, Lebende stellvertretend für Verstorbene zu taufen. Mormonen führen diese Taufe ausschließlich in ihren Tempeln durch – im Gegensatz zur Taufe lebender Kirchenmitglieder, die in den normalen Gemeindehäusern stattfindet.
Diese Totentaufe stützt sich auch auf die Aussage in 1 Kor 15,29 , die in der mormonischen Schrift Lehre und Bündnisse in den Abschnitten 127–128 weiter ausgeführt wird. Sie dient nach dem Verständnis der Mitglieder der Kirche der „Sammlung Israels“, an der die Mitglieder aktiv mitwirken. Da das ewige Leben nur der erlangen könne, der getauft sei, jedoch viele bereits verstorbene Menschen nie die Möglichkeit hatten, sich in dieser Kirche taufen zu lassen, solle ihnen durch die stellvertretende Taufe der Weg zum ewigen Leben ermöglicht werden. Der Verstorbene entscheide dann im Jenseits selbst, ob er die ihm solchermaßen zugedachte Taufe auch annehmen wolle. Für die in der jetzigen Zeit nicht erfassten Menschen werde die stellvertretende Taufe nach der Wiederkehr Christi durchgeführt.
Einzureichen zur stellvertretenden Taufe für die Verstorbenen (wie die Totentaufe bei den Mormonen offiziell genannt wird) sind korrekte Namen mit bekannten, alternativen Schreibweisen, sowie Geburts- und Sterbedaten. Auch außerhalb der USA sind Mormonen insbesondere bei Archiven durch ihre rege Tätigkeit als Ahnenforscher (Familienforscher) bekannt. Die Richtlinien der Kirche erlauben nicht, dass Daten familienfremder Personen zur stellvertretenden Taufe eingereicht werden, was allerdings von den Mitgliedern der Kirche nicht immer korrekt gehandhabt wird. Die Taufe darf nur durchgeführt werden, wenn die betreffende Person mindestens ein Jahr verstorben ist, oder, bei fehlendem Sterbedatum, vor mindestens 110 Jahren geboren wurde. Hierauf wird sehr strikt geachtet. Durch die überwiegend private Familienforschung ihrer Mitglieder und anderer Interessenten verfügt die Kirche Jesu Christi der Heiligen der Letzten Tage heute mit FamilySearch über eine der größten genealogischen Datenbanken der Welt (mehr als 1 Milliarde Datensätze).
Durch die Taufe von NS-Opfern, etwa Juden, die im Holocaust umgekommen sind, wurde die Praxis der Totentaufe in Deutschland kritisch diskutiert.

## Vikariatstaufe in der Neuapostolischen Kirche
In der Neuapostolischen Kirche werden ebenfalls Lebende stellvertretend für Verstorbene getauft. Verstorbene sollen auch nach ihrem Tod noch zum Glauben an Christus gelangen können, da laut Erstem Petrusbrief auch Toten das Evangelium verkündet werde und Christus selbst im Totenreich predigte. Dreimal im Jahr finden sogenannte „Gottesdienste für die Entschlafenen“ statt. Die leitenden Apostel führen am Ende dieser Gottesdienste die stellvertretende Taufe an zwei Amtsträgern durch. Die stellvertretende Taufe wird in der Neuapostolischen Kirche ohne Kenntnis oder Angabe eines Namens der Verstorbenen durchgeführt. Nach dem Kirchenverständnis findet diese bei all jenen Entschlafenen Gültigkeit, die „von der Liebe Gottes zum Glauben an Christus gezogen wurden“, so häufig eine Formulierung in den einleitenden Worten zur Handlung.
Aus der Notwendigkeit der Spendung einer Taufe für Tote leitet die Kirche auch für ihre beiden anderen Sakramente (Abendmahl und Spendung der Gabe des Heiligen Geistes) eine stellvertretende Handlung für Tote ab.